# دی‌آی‌دی‌اس
دی‌ای‌دی‌اس (به انگلیسی: DIDS) یک ترکیب شیمیایی با شناسه پاب‌کم ۴۰۶۰۰ است. 